# Distrikt Checras
Der Distrikt Checras liegt in der Provinz Huaura in der Region Lima in West-Peru. Er besitzt eine Fläche von 167 km². Beim Zensus 2017 wurden 1011 Einwohner gezählt. Im Jahr 1993 lag die Einwohnerzahl bei 1071, im Jahr 2007 bei 1492. Die Distriktverwaltung befindet sich in der 3743 m hoch gelegenen Ortschaft Maray mit 178 Einwohnern (Stand 2017). Maray liegt etwa 90 km ostnordöstlich der Provinzhauptstadt Huacho.

## Geographische Lage
Der Distrikt Checras liegt in der peruanischen Westkordillere im Osten der Provinz Huaura. Im Nordwesten bildet der Río Huaura, im Nordosten dessen linker Nebenfluss Río Checras die Distriktgrenze.
Der Distrikt Checras grenzt im Süden an den Distrikt Leoncio Prado, im Südwesten an den Distrikt Paccho, im Nordwesten an die Distrikte Caujul und Andajes (Provinz Oyón), im Nordosten an den Distrikt Pachangara (ebenfalls in der Provinz Oyón) sowie im Osten an den Distrikt Santa Leonor.